# Mylomys
Mylomys é um género de roedor da família Muridae.

## Espécies
- Mylomys dybowskii (Pousargues, 1893)
- Mylomys rex Thomas, 1906